# 李弘 (廣漢)
李弘（?—?），广汉人，东晋宗教起事领袖（晋朝斥之为妖贼）。370年，李弘诈称是成汉末代皇帝李势的儿子，与益州李金银聚众反晋，弘自称圣王，聚集了一万多兵众，年号为凤凰。九月，益州刺史周楚派孙子梓潼太守周虓讨平定了李弘、李金银之乱。